# Гивен, Шей
Ше́мус Макги́винь (ирл. Séamus Mac Dhuibhín), Ше́ймус Джон Джеймс Ги́вен (англ. Séamus John James Given, родился 20 апреля 1976 года в Лиффорде), более известный как Шей Ги́вен (англ. Shay Given) — бывший ирландский футбольный вратарь, выступавший в клубах английской Премьер-лиги. Защищал ворота национальной сборной Ирландии в течение 20 лет (1996–2016).
Сыграв в 134 матчах за сборную, Гивен вошёл в историю как один из рекордсменов по количеству игр за национальную сборную Ирландии. Таким образом, он вошёл в список игроков, которые сыграли более 100 матчей за национальную сборную. За сборную Ирландии дебютировал в 1996 году. Провёл все игры в воротах сборной Ирландии на чемпионате мира 2002 года в Японии и Южной Корее. Гивен играл в воротах ирландцев в стыковых матчах с Францией в 2009 году за право выступления на мундиале 2010 и в отборочной кампании к чемпионату Европы 2012, а также на самом чемпионате Европы.
Клубную карьеру Гивен начал в «Селтике», но в основной состав команды пробиться не смог и был вынужден отправиться в «Блэкберн Роверс». В составе «бродяг» Гивен также не смог стать основным голкипером и отправился в аренду в «Суиндон Таун», а затем — в «Сандерленд». В сезоне 1995/96 в составе «Сандерленда» выиграл Первый дивизион Футбольной лиги. В 1997 году перешёл в «Ньюкасл Юнайтед», где смог завоевать место в основном составе. Дойдя до финалов Кубка Англии в 1998 и 1999 годах в составе своей команды, Шей Гивен был включён в состав символической сборной Премьер-лиги по итогам сезонов 2001/02 и 2005/06. 1 февраля 2009 года Гивен перешёл в «Манчестер Сити» за 7 миллионов фунтов стерлингов. Однако в составе «голубых» Гивен уступил место в воротах Джо Харту и в 2011 году заключил контракт с «Астон Виллой», которая по разным оценкам заплатила за него около 3,5 миллионов фунтов стерлингов.

## Клубная карьера

### Начало карьеры
В родном городе Шея футбол уступал по популярности регби и гэльскому футболу, однако Гивен с юных лет (как и его трое старших братьев) начал играть именно в традиционный футбол. Гивен начал заниматься футболом в родном городе Лиффорд, в местной детской команде «Лиффорд Селтик». В своём дебютном сезоне Гивен пропустил 7 голов, и оказался в центре внимания, когда его команда играла в полуфинале детского кубка Футбольной ассоциации Ирландии в Дандолке. В возрасте 14 лет его заметили скауты шотландского «Селтика», и он был приглашён тренироваться вместе с молодёжной командой клуба во время предсезонного турне по Ирландии в 1991 году. Гивен подписал профессиональный контракт с клубом через год, который в тот момент возглавлял соотечественник Гивена Лиам Брейди. Шей провёл 2 года в составе «кельтов», однако несмотря на то, что был заявлен в качестве запасного голкипера на дерби с «Рейнджерс» 1 января 1994 года, так и не стал игроком основного состава. Его выступления за молодёжный состав клуба привлекли внимание тренера «Блэкберна» Кенни Далглиша, и Гивен подписал контракт с английской командой на правах свободного агента летом 1994 года.

### «Блэкберн Роверс»
После перехода в стан «бродяг» команда Гивена выиграла Премьер-лигу, а сам молодой голкипер не мог конкурировать за место в основе с голкипером сборной Англии Тимом Флауэрсом. В 1995 году Шей отправился в аренду в «Суиндон Таун», вместе с которым в сезоне 1995/96 выиграл Второй дивизион Футбольной лиги. В триумфальном сезоне для уилтширской команды Шей провёл 5 матчей в которых пропустил 1 гол, после чего вернулся в «Блэкберн». В январе 1996 года Гивен вновь был отправлен в аренду — на этот раз в клуб Первого дивизиона «Сандерленд». За «чёрных котов» Гивен провёл 17 матчей, из которых в 12-ти он не пропустил ни одного мяча. По итогам сезона «Сандерленд» занял 1-е место и добился повышения в классе. После возвращения в стан «Блэкберна» Гивен 14 декабря 1996 года дебютировал в английской Премьер-лиге, в гостевой встрече против «Уимблдона» (0:1). Всего же Шей сыграл в 2-х матчах в составе команды в Премьер-лиге и в 1-й игре в Кубке лиги. Удачные выступления молодого голкипера за «Сандерленд» вновь привлекли интерес Кенни Далглиша, который стал тренером «Ньюкасл Юнайтед». Летом 1997 года Шей Гивен был продан в «Ньюкасл» за 1,5 миллиона фунтов стерлингов.

### «Ньюкасл Юнайтед»
В новой команде Шей Гивен дебютировал 9 августа 1997 года в игре против «Шеффилд Уэнсдей», закончившейся победой «сорок» со счётом 2:1. В «Ньюкасле» Гивен сразу же стал основным голкипером, оставив на скамейке запасных Павла Срничека, Шаку Хислопа и Стивена Харпера. В ноябре 1997 года Гивен пропустил курьёзный гол в матче с «Ковентри Сити» (2:2): во время введения мяча в игру Шей забыл, что нападающий соперника Дион Даблин остался у него за спиной. Даблин воспользовался оплошностью Гивена и закатил мяч в пустые ворота. После этого случая у болельщиков стала популярна фраза, основанная на игре слов из-за созвучности фамилии нападающего и столицы Ирландии: «Гивен — единственный ирландец, который не знает где находится Дублин». В своём дебютном сезоне Гивен провёл 6 матчей в Лиге чемпионов (в том числе и игру с «Барселоной» (3:2)), в которых пропустил 10 мячей.
В дебютном сезоне для Гивена «Ньюкасл» вышел в финал Кубка Англии, однако потерпел в нём поражение от «Арсенала» (0:2). В сезоне 1998/1999 «Ньюкасл» вновь повторил своё достижение, чему способствовала хорошая игра Шея. 2 января 1999 года в матче Кубка Англии против «Кристал Пэлас» Гивен был впервые удалён с поля, это произошло на 14-й минуте встречи. Однако это не помешало «Ньюкаслу» одержать волевую победу — 2:1. Однако в финальном матче Гивен уступил место в воротах Стивену Харперу, а его команда проиграла «Манчестер Юнайтед» — 2:0.
В следующем сезоне главный тренер команды Рууд Гуллит стал всё чаще доверять место в основе Стивену Харперу. Однако после прихода на тренерский мостик «сорок» одного из наиболее опытных британских тренеров, бывшего наставника сборной Англии Бобби Робсона Гивен вернул себе место в основном составе. Вскоре Шей получил травму, и место в воротах вновь занял Харпер. Однако после восстановления Гивен вновь прочно занял место в составе. В сезоне 2001/02 Гивен провёл все матчи в чемпионате, «Ньюкасл» занял 4-е место, а Шей был включён в команду года английской Премьер-лиги. В этом сезоне Гивен окончательно стал основным голкипером команды, сыграв все матчи в чемпионате и в еврокубках.
Следующий сезон стал самым насыщенным, на тот момент в карьере Гивена (всего в том сезоне Шей провёл 51 матч на клубном уровне). В квалификации Лиги чемпионов «сороки» обыграли боснийский «Железничар» с общим счётом 5:0, и «Ньюкасл» стал участником группового раунда Лиги чемпионов. Команда Гивена попала в одну группу с киевским «Динамо», «Ювентусом» и «Фейеноордом». Шей провёл первые 3 игры, которые все были проиграны. В следующих 2-х играх его заменил Харпер, а в последней игре в Роттердаме Гивен вновь вернулся в ворота. В той игре «Ньюкасл» победил 3:2 и вышел во второй групповой раунд. Во втором групповом раунде соперниками «Ньюкасла» стали «Интер», «Барселона» и «Байер 04». По итогам второго группового раунда «чёрно-белые» заняли 3-е место в группе и прекратили борьбу в Лиге чемпионов. В чемпионате Англии «Ньюкасл» занял 3-е место, что дало право команде вновь выступить в Лиге чемпионов на следующий сезон.
В следующем сезоне в квалификации Лиги чемпионов они уступили белградскому «Партизану» по пенальти и отправились в Кубок УЕФА, где дошли до полуфинала. В чемпионате страны команда Гивена заняла 5-е место, которое позволило ей сыграть в Кубке УЕФА.
В начале следующего сезона Грэм Сунесс заменил Бобби Робсона на посту главного тренера команды. После этого «чёрно-белые» показали ряд хороших результатов, но потом опустились в середину турнирной таблицы, где и остались до конца сезона. Этот факт вкупе с несколькими серьёзными скандалами деморализовали команду. В том сезоне Гивен провёл 12 матчей в еврокубке, где «Ньюкасл» дошёл до четвертьфинала, 3 — в Кубке Англии, где «Ньюкасл» дошёл до полуфинала и 36 — в чемпионате страны, в котором команда заняла 14-е место.
В сезоне 2005/06 Гивен провёл все матчи в чемпионате на высоком уровне и по итогам года вошёл в символическую сборную Премьер-Лиги. Также в этом сезоне Гивен трижды выводил «Ньюкасл» на поле с капитанской повязкой в отсутствие Алана Ширера. «Ньюкасл» занял 7-е место, а Гивен продлил контракт с клубом на 5 лет.
17 сентября 2006 года Гивен получил травму во время столкновения с нападающим «Вест Хэм Юнайтед» Марлоном Хэрвудом. Разрыв в кишечнике Гивена врачи сравнили с тяжестью повреждений, получаемых во время автокатастроф. Во время восстановления Гивена главный тренер «чёрно-белых» Гленн Рёдер подписал бывшего вратаря команды Павла Срничека в качестве подстраховки для Стивена Харпера и дал дебютировать в мачте Кубка УЕФА с «Палермо» юному голкиперу Тиму Крулу. Шей вернулся на поле 18 ноября 2006 года в мачте с «Арсеналом» (1:1) и провёл в том сезоне 22 матча в чемпионате, а «Ньюкасл» занял 13-е место. Также в том сезоне Гивен провёл 400-й матч за «сорок» в различных турнирах.
В феврале 2008 года Гивен получил тяжёлую травму паха в игре с «Манчестер Юнайтед» и досрочно закончил сезон 2007/08. Начало сезона 2008/09 выдалось для клуба очень сложным. Травмы и другие многочисленные проблемы привели к тому, что «Ньюкасл» был вынужден бороться за выживание. В ноябре 2008 года интерес к Гивену проявлял «Тоттенхэм Хотспур», главный тренер которого Гарри Рэднапп признался, что является поклонником таланта Гивена. 2 января 2009 года после крупного поражения от «Ливерпуля» (1:5) агент Гивена попросил руководство «Ньюкасла» обговорить с представителями «Манчестер Сити» возможность перехода Шея в стан «горожан». Первоначальное предложение «Сити» в 5 миллионов фунтов стерлингов было отвергнуто. Главный тренер «Ньюкасла» Джо Киннир заявил, что клуб не хочет расставаться с Гивеном и предложение в размере 5 миллионов расценил как оскорбление. Тем не менее, 30 января стало известно, что руководство «Ньюкасла» дало разрешение Гивену на переговоры с представителями «Манчестер Сити». 17 января 2009 года Гивен провёл последний матч за «Ньюкасл» в рамках 22-го тура Премьер-лиги 2008/09 против «Блэкберна», завершившимся разгромом «сорок» — 0:3. 1 февраля 2009 года Гивен подписал контракт с «Манчестер Сити», который заплатил за него 8 миллионов фунтов стерлингов. В феврале 2009 года директор «Ньюкасл Юнайтед» Дерек Лламбиас заявил, что Гивен был продан за 5,9 миллионов фунтов стерлингов. Уход Гивена из команды был воспринят болельщиками отрицательно. Они также выразили мнение, что Шей покинул в клуб в тяжёлые времена, опасаясь вылета команды в Чемпионшип, что в итоге и произошло. Конфликты между руководством, частая смена тренеров и плохая игра — всё это стало главными факторами ухода Гивена после 11 лет пребывания на «Сент-Джеймс Парк».
Всего за «Ньюкасл Юнайтед» Гивен провёл одиннадцать с половиной сезонов, сыграв в 463 играх за клуб. Из которых 20 — в Лиге чемпионов, 11 — в Кубке Интертото, 29 — в Кубке УЕФА, 2 — в Кубке кубков и 354 игры — в Премьер-лиге, в которых пропустил 474 гола, 34 — в Кубке Англии и 12 матчей — в Кубке лиги. В чемпионате в среднем Шей пропускал 1,33 гола за игру.

### «Манчестер Сити»
1 февраля 2009 года Шей Гивен официально стал игроком «Манчестер Сити», заключив контракт на 4,5 года. Его официальное представление как игрока «горожан» прошло 5 февраля, а в команду он был зачислен под номером 37. На пресс-конференции главный тренер «Сити» Марк Хьюз заявил:
«Я долгое время говорил, что нам нужен опытный вратарь вроде Шея. Я доволен, что мы смогли заполучить такого классного игрока, который так высоко ценится в Премьер-лиге. Мы приобрели очень хорошего голкипера, обладающего огромным опытом. Он поможет развитию наших молодых Джо Харта и Каспера Шмейхеля.»
Гивен подверг критике руководство «Ньюкасла», которое по его мнению не приложило достаточно усилий, чтобы оставить его в клубе. В своём дебютном мачте за «Сити» 7 февраля против «Мидлсбро» Шей оставил свои ворота в неприкосновенности, а его команда выиграла со счётом 1:0. 5 октября 2009 года в матче против «Астон Виллы» Шей Гивен в 400-й раз вышел на поле в рамках Премьер-лиги. 5 декабря 2009 года в матче против «Челси» Шей отразил пенальти в исполнении Фрэнка Лэмпарда, что помогло его команде одержать победу 2:1. В декабре 2009 после того, как капитан «голубых» Коло Туре уехал играть за сборную, Гивену была доверена капитанская повязка, а новый главный тренер команды Роберто Манчини назвал Шея одним из пяти лучших вратарей в мире. 24 апреля 2010 года в матче против «Арсенала» Гивен вывихнул плечо и выбыл до конца сезона. В связи с травмой основного голкипера «Манчестер Сити» был вынужден в срочном порядке возвращать из аренды второго вратаря Джо Харта.
К началу нового сезона Гивен восстановился от травмы, однако в 1-м туре в матче против «Тоттенхэма» в стартовом составе вышел Харт. После этого Манчини окончательно отдал предпочтение английскому голкиперу, а Гивен прочно осел на скамейке запасных. Затем Гивен стал заявлять о том, что он хочет игровой практики и не против, если его отдадут в аренду. В августе 2010 года появилась информация, что Гивен может отправиться в «Фулхэм» на замену Марку Шварцеру, который планировал переход в «Арсенал», однако в итоге Шей остался в Манчестере. В январе 2011 года Гивен заявил, что готов отправиться даже в Чемпионшип, лишь бы иметь игровую практику. В феврале Шей потерял шансы оспорить место в основном составе, получив травму плеча на тренировке.

### «Астон Вилла»
В конце сезона 2010/11 и перед началом следующего сезона главный тренер «Астон Виллы» Жерар Улье объявил об интересе к Гивену в связи с поиском замены голкиперу-ветерану Брэду Фриделю. Главным козырем в борьбе за Гивена для руководства «Виллы» стала возможность гарантировать ирландцу постоянное место в основном составе. 18 июля 2011 года Шей Гивен подписал 5-летний контракт с «Астон Виллой», которая заплатила за него около 3,5 миллионов фунтов стерлингов. 13 августа Гивен дебютировал за «Астон Виллу» в рамках английской Премьер-лиги в матче против «Фулхэма» (0:0) и оставил свои ворота на замке. В сентябре 2011 года тренером вратарей «Астон Виллы» стал Терри Дженно, работавший с Гивеном в «Блэкберне» и «Ньюкасле». 3 декабря в игре против «Манчестер Юнайтед» Шей получил травму подколенного сухожилия и был вынужден покинуть поле ещё до перерыва. Восстановление Гивена заняло около месяца. После возвращения в строй Шей вновь занял место в воротах команды. В феврале 2012 года перед гостевым матчем с «Ньюкасл Юнайтед» Шей заявил, что не жалеет о своём уходе из команды:
«После своего ухода из «Ньюкасла» я здесь не играл, так что это несколько необычно и эмоционально для меня. В какой-то момент я думал, что до конца карьеры буду выступать за «Ньюкасл». Но вещи меняются, меняешься и ты. Я не жалею, что ушел из «Ньюкасла» - равно как и не жалею ни об одном моменте за время своего пребывания здесь».
Матч завершился поражением «Астон Виллы» со счётом 1:2. В дебютном сезоне за «Астон Виллу» Гивен провёл 32 матча в чемпионате, а его команда заняла лишь 16-е место.
Поражения от «Эвертона» и «Вест Хэма» в начале сезона 2012/13 привели к тому, что новый тренер команды Пол Ламберт, заменивший Алекса Маклиша стал доверять место в основном составе Брэду Гузану.
После возвращения из аренды в «Мидлсбро» в сезоне 2014/15 Шей провёл 3 игры в Премьер-Лиге, а также защищал ворота в матчах на Кубок Англии. «Астон Вилла» впервые с 2000 года сумела пробиться в финал Кубка Англии, однако в финальном матче против «Арсенала» Гивен пропустил 4 мяча с свои ворота, а его команда проиграла 0:4.

### «Мидлсбро»
28 ноября 2013 года не имеющий игровой практики Шей Гивен был взят в аренду клубом Чемпионшипа «Мидлсбро». Руководство клуба было вынуждено срочно искать замену основному голкиперу Джейсону Стилу, который получил травму. В дебютном матче против «Болтона» Шей помог одержать своему новому клубу «сухую победу». В последующих матчах Гивен также демонстрировал уверенную игру. 31 декабря 2013 года аренда Гивена была продлена до 28 февраля 2014 года. В январское трансферное окно руководство «Мидлсбро» пыталось договориться с «Виллой» о продлении аренды ирландского голкипера до конца сезона, однако сторонам не удалось прийти к соглашению, чему сам Шей остался разочарован.
В итоге, после игры с «Лидс Юнайтед», проведя в общей сложности 16 матчей и записав в свой актив 10 матчей «на ноль», Гивен покинул Риверсайд.

### «Сток Сити»
10 июля 2015 года Гивен подписал двухлетний контракт с клубом английской Премьер-лиги «Сток Сити». В новом клубе он стал резервным голкипером и сменщиком основного вратаря Джека Батленда. За новый клуб Шей дебютировал 25 августа 2015 года в матче Кубка Лиги против «Лутон Таун» (1:1), которая в итоге завершилась победой «гончаров» по пенальти.

## Международная карьера
Хотя Гивен не был основным голкипером в «Блэкберне», его удачная игра в «Суиндон Таун» и в «Сандерленде» привела к его вызову в сборную Ирландии в 1996 году. Шей дебютировал за национальную сборную 27 марта 1996 года в товарищеской игре против сборной России. Гивен был основным голкипером ирландской сборной во время отборочных матчей чемпионата мира 1998 и играл в отборочной кампании к Евро-2000. «Парням в зелёном» не удалось пробиться на эти турниры, однако в отборочном цикле чемпионата мира 2002 ирландцы смогли добиться успеха, пройдя в стыковых матчах команду Ирана, выйдя в финальную часть первенства. На чемпионате мира Гивен участвовал во всех матчах своей команды. В групповом раунде Шей сыграл против Камеруна (1:1), Германии (1:1) и Саудовской Аравии (3:0) и помог своей команде выйти из группы. В 1/8 финала ирландцы встретились со сборной Испании (1:1), которой уступили в серии послематчевых пенальти — 2:3.
Гивен был основным голкипером сборной в отборе на чемпионат мира 2006, однако ничья в матче со Швейцарией не позволила команде Ирландии продолжить борьбу за выход на мундиаль. 28 марта 2007 года Гивен сыграл свой 80-й матч за сборную против Словакии, а 14 октября 2009 года Гивен сыграл свой 100-й матч против Черногории в рамках отборочного турнира чемпионата мира 2010. Шей участвовал в стыковых матчах со сборной Франции за право участия на чемпионате мира в ЮАР, один из которых закончился громким скандалом, вызванным спорным решением арбитра встречи Мартина Ханссона. Шведский арбитр засчитал гол Вильяма Галласа в ворота Гивена, после того как Галлас получил пас от руки Тьерри Анри.
Гивен был основным голкипером сборной во время отборочной кампании к чемпионату Европы 2012, которая закончилась успехом для ирландцев, проведя к этому времени более 120-ти матчей за национальную команду. На чемпионате Европы Гивен отыграл во всех матчах группового раунда: против Хорватии (1:3), Испании (0:4) и Италии (0:2). Однако все матчи были проиграны и ирландцы завершили выступление на турнире. После окончания Евро-2012 Гивен заявил об уходе из сборной. Премиальные за игры в составе национальной сборной Шей направлял на благотворительные цели. В сентябре 2014 года вернулся в сборную.

## Личная жизнь

### Семья
Шей Гивен был женат на девушке по имени Джейн Каннингем, с которой заключил брак в 2001 году. Гивен является католиком и по случаю женитьбы получил благословение от Его Святейшества Папы Римского Иоанна Павла II, который в молодости сам был вратарём на любительском уровне. В семье Гивена двое детей: мальчик Шейн, родившийся в 2004 году и девочка Сиенна, родившаяся в 2007 году. 17 июня 2014 года пара развелась.
В августе 2015 стало известно, что Шей и его девушка Бекки Гибсон ожидают появления ребёнка. В декабре 2015 года у Шея родилась дочь Грэйси. Пара сообщала, что ждёт второго ребёнка в 2017 году: дочь Кэйси родилась 21 мая.

### Благотворительная деятельность и акции
Гивен регулярно участвует в благотворительных акциях и сборах помощи для детей, больных онкологическими заболеваниями. Поскольку мать Шея умерла от рака, когда ему было 5 лет, эта тема ему близка и понятна.
Шей был сильно потрясен самоубийством бывшего одноклубника Гэри Спида в ноябре 2011 года. 27 ноября 2011 год перед матчем «Астон Виллы» с «Суонси Сити» во время минуты молчания, посвящённой памяти Спида, Шей плакал прямо перед телекамерами.

### Иные виды спорта
Гивен, несмотря на то, что начинал карьеру в традиционном футболе, участвовал в матчах и по гэльскому футболу, играя за команду «Намо Падриг Лейфир» (ирл. Namoh Padraig Leifear) на позиции полузащитника, а не вратаря. Согласно его воспоминаниям, вместе со своими братьями Лиамом и Кираном он участвовал в гостевой игре против клуба «Гленсвилли», в ходе которой завязалась массовая драка с участием игроков и даже болельщиков, а команда Гивена еле успела покинуть стадион и добраться до клубного автобуса. Возмутившиеся приёмом игроки даже публично сняли трусы и повернулись спинами к окнам автобуса, показав болельщикам ягодицы.
В 2014 году Гивен участвовал в сборах команды графства Донегол и был потрясён нагрузками на тренировке, сказав, что по физической подготовке эта команда, считающаяся любительской по своему статусу, превосходит едва ли не все клубы английской Премьер-лиги.

## Игровые характеристики
Сильными сторонами вратаря Гивена являются отменная реакция, прыгучесть и хорошая игра на линии ворот. Помимо этого Шей неплохо играет на выходах и отлично руководит обороной. Также одним из главных игровых качеств Гивена является его концентрация. Постоянная концентрация внимания сформировалась у Шея во время игры за «Ньюкасл Юнайтед» (середняка Премьер-лиги), поскольку практически в каждом матче у ворот Шея возникали опасные моменты.

## Статистика карьеры

### Клубная статистика
Данные приведены на конец сезона 2016/17.
| Клуб                       | Сезон                      | Чемпионат | Чемпионат | Кубок | Кубок | Кубок Лиги | Кубок Лиги | Еврокубки | Еврокубки | Итого | Итого |
| Клуб                       | Сезон                      | Игры      | Голы      | Игры  | Голы  | Игры       | Голы       | Игры      | Голы      | Игры  | Голы  |
| -------------------------- | -------------------------- | --------- | --------- | ----- | ----- | ---------- | ---------- | --------- | --------- | ----- | ----- |
| Селтик                     | 1993/94                    | —         | —         | —     | —     | —          | —          | —         | —         | —     | —     |
| Блэкберн Роверс            | 1994/95                    | —         | —         | —     | —     | —          | —          | —         | —         | —     | —     |
| Блэкберн Роверс            | 1995/96                    | —         | —         | —     | —     | —          | —          | —         | —         | —     | —     |
| Суиндон Таун               | 1995/96                    | 5         | −1        | —     | —     | —          | —          | —         | —         | 5     | −1    |
| Сандерленд                 | 1995/96                    | 17        | −11       | —     | —     | —          | —          | —         | —         | 17    | −11   |
| Блэкберн Роверс            | 1996/97                    | 2         | −1        | —     | —     | 1          | −0         | —         | —         | 3     | −1    |
| Ньюкасл Юнайтед            | 1997/98                    | 24        | −29       | 4     | −3    | —          | —          | 6         | −10       | 34    | −42   |
| Ньюкасл Юнайтед            | 1998/99                    | 31        | −45       | 6     | −2    | 2          | −1         | 2         | −1        | 41    | −49   |
| Ньюкасл Юнайтед            | 1999/00                    | 14        | −17       | 2     | −4    | 1          | −2         | —         | —         | 17    | −23   |
| Ньюкасл Юнайтед            | 2000/01                    | 34        | −42       | —     | —     | 1          | −1         | —         | —         | 35    | −43   |
| Ньюкасл Юнайтед            | 2001/02                    | 38        | −52       | 5     | −6    | 1          | −1         | 6         | −7        | 50    | −66   |
| Ньюкасл Юнайтед            | 2002/03                    | 38        | −48       | 1     | −3    | —          | —          | 12        | -20       | 51    | −71   |
| Ньюкасл Юнайтед            | 2003/04                    | 38        | −40       | 2     | −2    | —          | —          | 13        | −10       | 53    | −52   |
| Ньюкасл Юнайтед            | 2004/05                    | 36        | −52       | 3     | −4    | 1          | −2         | 12        | −9        | 52    | −67   |
| Ньюкасл Юнайтед            | 2005/06                    | 38        | −42       | 4     | −1    | 2          | −1         | 3         | −4        | 47    | −48   |
| Ньюкасл Юнайтед            | 2006/07                    | 22        | −27       | 2     | −7    | 1          | −1         | 8         | −6        | 33    | −41   |
| Ньюкасл Юнайтед            | 2007/08                    | 19        | −37       | 3     | −4    | 2          | −2         | —         | —         | 24    | −43   |
| Ньюкасл Юнайтед            | 2008/09                    | 22        | −37       | 2     | −1    | 2          | −4         | —         | —         | 26    | −42   |
| Всего за «Ньюкасл Юнайтед» | Всего за «Ньюкасл Юнайтед» | 354       | −468      | 34    | −37   | 13         | −15        | 62        | −69       | 463   | −587  |
| Манчестер Сити             | 2008/09                    | 15        | −18       | —     | —     | —          | —          | 6         | −9        | 21    | −27   |
| Манчестер Сити             | 2009/10                    | 35        | −42       | 3     | −4    | 6          | −6         | —         | —         | 44    | −51   |
| Манчестер Сити             | 2010/11                    | —         | —         | —     | —     | 1          | −2         | 3         | −4        | 4     | −6    |
| Всего за «Манчестер Сити»  | Всего за «Манчестер Сити»  | 50        | −60       | 3     | −4    | 7          | −7         | 9         | −13       | 69    | −85   |
| Астон Вилла                | 2011/12                    | 32        | −45       | 1     | −3    | 1          | −2         | —         | —         | 34    | −50   |
| Астон Вилла                | 2012/13                    | 2         | −4        | 2     | −3    | 5          | −9         | —         | —         | 9     | −16   |
| Астон Вилла                | 2013/14                    | —         | —         | —     | —     | —          | —          | —         | —         | —     | —     |
| Астон Вилла                | 2014/15                    | 3         | −8        | 6     | −7    | 1          | −1         | —         | —         | 10    | −12   |
| Всего за «Астон Виллу»     | Всего за «Астон Виллу»     | 37        | −53       | 9     | −13   | 7          | −12        | 0         | −0        | 53    | −82   |
| Мидлсбро                   | 2013/14                    | 16        | −10       | —     | —     | —          | —          | —         | —         | 16    | −10   |
| Сток Сити                  | 2015/16                    | 3         | −7        | —     | —     | 2          | −1         | —         | —         | 5     | −8    |
| Сток Сити                  | 2016/17                    | 5         | −14       | —     | —     | 1          | −0         | —         | —         | 6     | −14   |
| Всего за карьеру           | Всего за карьеру           | 489       | −629      | 46    | −54   | 31         | −36        | 71        | −80       | 638   | −794  |

### Международная статистика
| Матчи Гивена за сборную Ирландии | Матчи Гивена за сборную Ирландии | Матчи Гивена за сборную Ирландии | Матчи Гивена за сборную Ирландии | Матчи Гивена за сборную Ирландии | Матчи Гивена за сборную Ирландии |
| №                                | Дата                             | Оппонент                         | Счёт                             | Сухие матчи                      | Соревнование                     |
| -------------------------------- | -------------------------------- | -------------------------------- | -------------------------------- | -------------------------------- | -------------------------------- |
| 1                                | 27 марта 1996                    | Россия                           | 0:2                              | -                                | Товарищеский матч                |
| 2                                | 24 апреля 1996                   | Чехия                            | 0:2                              | -                                | Товарищеский матч                |
| 3                                | 29 мая 1996                      | Португалия                       | 0:1                              | -                                | Товарищеский матч                |
| 4                                | 2 июня 1996                      | Хорватия                         | 2:2                              | -                                | Товарищеский матч                |
| 5                                | 4 июня 1996                      | Нидерланды                       | 1:2                              | -                                | Товарищеский матч                |
| 6                                | 9 июня 1996                      | США                              | 1:2                              | -                                | Кубок США 1996                   |
| 7                                | 15 июня 1996                     | Боливия                          | 3:0                              | 1                                | Кубок США 1996                   |
| 8                                | 31 августа 1996                  | Лихтенштейн                      | 5:0                              | 2                                | Отборочные матчи ЧМ-1998         |
| 9                                | 21 мая 1997                      | Лихтенштейн                      | 5:0                              | 3                                | Отборочные матчи ЧМ-1998         |
| 10                               | 20 августа 1997                  | Литва                            | 0:0                              | 4                                | Отборочные матчи ЧМ-1998         |
| 11                               | 6 сентября 1997                  | Исландия                         | 4:2                              | -                                | Отборочные матчи ЧМ-1998         |
| 12                               | 10 сентября 1997                 | Литва                            | 2:1                              | -                                | Отборочные матчи ЧМ-1998         |
| 13                               | 29 октября 1997                  | Бельгия                          | 1:1                              | -                                | Отборочные матчи ЧМ-1998         |
| 14                               | 15 ноября 1997                   | Бельгия                          | 1:2                              | -                                | Отборочные матчи ЧМ-1998         |
| 15                               | 25 марта 1998                    | Чехия                            | 1:2                              | -                                | Товарищеский матч                |
| 16                               | 22 апреля 1998                   | Аргентина                        | 0:2                              | -                                | Товарищеский матч                |
| 17                               | 23 мая 1998                      | Мексика                          | 0:0                              | 5                                | Товарищеский матч                |
| 18                               | 15 сентября 1998                 | Хорватия                         | 2:0                              | 6                                | Отборочные матчи ЧЕ-2000         |
| 19                               | 14 октября 1998                  | Мальта                           | 5:0                              | 7                                | Отборочные матчи ЧЕ-2000         |
| 20                               | 18 ноября 1998                   | Югославия                        | 0:1                              | -                                | Отборочные матчи ЧЕ-2000         |
| 21                               | 10 февраля 1999                  | Парагвай                         | 2:0                              | 8                                | Товарищеский матч                |
| 22                               | 28 апреля 1999                   | Швеция                           | 2:0                              | 9                                | Товарищеский матч                |
| 23                               | 29 мая 1999                      | Северная Ирландия                | 0:1                              | -                                | Товарищеский матч                |
| 24                               | 26 апреля 2000                   | Греция                           | 0:1                              | -                                | Товарищеский матч                |
| 25                               | 11 июня 2000                     | ЮАР                              | 2:1                              | -                                | Кубок США 2000                   |
| 26                               | 15 ноября 2000                   | Финляндия                        | 3:0                              | 10                               | Товарищеский матч                |
| 27                               | 24 марта 2001                    | Кипр                             | 4:0                              | 11                               | Отборочные матчи ЧМ-2002         |
| 28                               | 28 марта 2001                    | Андорра                          | 3:0                              | 12                               | Отборочные матчи ЧМ-2002         |
| 29                               | 25 апреля 2001                   | Андорра                          | 3:1                              | -                                | Отборочные матчи ЧМ-2002         |
| 30                               | 2 июня 2001                      | Португалия                       | 1:1                              | -                                | Отборочные матчи ЧМ-2002         |
| 31                               | 6 июня 2001                      | Эстония                          | 2:0                              | 13                               | Отборочные матчи ЧМ-2002         |
| 32                               | 15 августа 2001                  | Хорватия                         | 2:2                              | 14                               | Товарищеский матч                |
| 33                               | 1 сентября 2001                  | Нидерланды                       | 1:0                              | 15                               | Отборочные матчи ЧМ-2002         |
| 34                               | 6 октября 2001                   | Кипр                             | 4:0                              | 16                               | Отборочные матчи ЧМ-2002         |
| 35                               | 10 ноября 2001                   | Иран                             | 2:0                              | 17                               | Отборочные матчи ЧМ-2002         |
| 36                               | 15 ноября 2001                   | Иран                             | 0:1                              | -                                | Отборочные матчи ЧМ-2002         |
| 37                               | 13 февраля 2002                  | Россия                           | 2:0                              | 18                               | Товарищеский матч                |
| 38                               | 17 апреля 2002                   | США                              | 2:1                              | -                                | Товарищеский матч                |
| 39                               | 16 мая 2002                      | Нигерия                          | 1:2                              | -                                | Товарищеский матч                |
| 40                               | 1 июня 2002                      | Камерун                          | 1:1                              | -                                | ЧМ-2002                          |
| 41                               | 5 июня 2002                      | Германия                         | 1:1                              | -                                | ЧМ-2002                          |
| 42                               | 11 июня 2002                     | Саудовская Аравия                | 3:0                              | 19                               | ЧМ-2002                          |
| 43                               | 16 июня 2002                     | Испания                          | 1:1                              | -                                | ЧМ-2002                          |
| 44                               | 21 августа 2002                  | Финляндия                        | 3:0                              | 20                               | Товарищеский матч                |
| 45                               | 7 сентября 2002                  | Россия                           | 2:4                              | -                                | Отборочные матчи ЧЕ-2004         |
| 46                               | 16 октября 2002                  | Швейцария                        | 1:2                              | -                                | Отборочные матчи ЧЕ-2004         |
| 47                               | 20 ноября 2002                   | Греция                           | 0:0                              | 21                               | Товарищеский матч                |
| 48                               | 29 марта 2003                    | Грузия                           | 2:1                              | -                                | Отборочные матчи ЧЕ-2004         |
| 49                               | 2 апреля 2003                    | Албания                          | 0:0                              | 22                               | Отборочные матчи ЧЕ-2004         |
| 50                               | 30 апреля 2003                   | Норвегия                         | 1:0                              | 23                               | Товарищеский матч                |
| 51                               | 7 июня 2003                      | Албания                          | 2:1                              | -                                | Отборочные матчи ЧЕ-2004         |
| 52                               | 11 июня 2003                     | Грузия                           | 2:0                              | 24                               | Отборочные матчи ЧЕ-2004         |
| 53                               | 6 сентября 2003                  | Россия                           | 1:1                              | -                                | Отборочные матчи ЧЕ-2004         |
| 54                               | 11 октября 2003                  | Швейцария                        | 0:2                              | -                                | Отборочные матчи ЧЕ-2004         |
| 55                               | 18 ноября 2003                   | Канада                           | 3:0                              | 25                               | Товарищеский матч                |
| 56                               | 18 февраля 2004                  | Бразилия                         | 0:0                              | 26                               | Товарищеский матч                |
| 57                               | 31 марта 2004                    | Чехия                            | 2:1                              | -                                | Товарищеский матч                |
| 58                               | 28 апреля 2004                   | Польша                           | 0:0                              | 27                               | Товарищеский матч                |
| 59                               | 27 мая 2004                      | Румыния                          | 1:0                              | 28                               | Товарищеский матч                |
| 60                               | 5 июня 2004                      | Нидерланды                       | 1:0                              | 29                               | Товарищеский матч                |
| 61                               | 18 августа 2004                  | Болгария                         | 1:1                              | -                                | Товарищеский матч                |
| 62                               | 4 сентября 2004                  | Кипр                             | 3:0                              | 30                               | Отборочные матчи ЧМ-2006         |
| 63                               | 8 сентября 2004                  | Швейцария                        | 1:1                              | -                                | Отборочные матчи ЧМ-2006         |
| 64                               | 9 октября 2004                   | Франция                          | 0:0                              | 31                               | Отборочные матчи ЧМ-2006         |
| 65                               | 13 октября 2004                  | Фарерские острова                | 2:0                              | 32                               | Отборочные матчи ЧМ-2006         |
| 66                               | 16 ноября 2004                   | Хорватия                         | 1:0                              | 33                               | Товарищеский матч                |
| 67                               | 9 февраля 2005                   | Португалия                       | 1:0                              | 34                               | Товарищеский матч                |
| 68                               | 26 марта 2005                    | Израиль                          | 1:1                              | -                                | Отборочные матчи ЧМ-2006         |
| 69                               | 4 июня 2005                      | Израиль                          | 2:2                              | -                                | Отборочные матчи ЧМ-2006         |
| 70                               | 8 июня 2005                      | Фарерские острова                | 2:0                              | 35                               | Отборочные матчи ЧМ-2006         |
| 71                               | 17 августа 2005                  | Италия                           | 1:2                              | -                                | Товарищеский матч                |
| 72                               | 7 сентября 2005                  | Франция                          | 0:1                              | -                                | Отборочные матчи ЧМ-2006         |
| 73                               | 8 октября 2005                   | Кипр                             | 1:0                              | 36                               | Отборочные матчи ЧМ-2006         |
| 74                               | 8 октября 2005                   | Швейцария                        | 0:0                              | 37                               | Отборочные матчи ЧМ-2006         |
| 75                               | 1 марта 2006                     | Швеция                           | 3:0                              | 38                               | Товарищеский матч                |
| 76                               | 24 мая 2006                      | Чили                             | 0:1                              | -                                | Товарищеский матч                |
| 77                               | 2 сентября 2006                  | Германия                         | 0:1                              | -                                | Отборочные матчи ЧЕ-2008         |
| 78                               | 15 ноября 2006                   | Сан-Марино                       | 5:0                              | 39                               | Отборочные матчи ЧЕ-2008         |
| 79                               | 24 марта 2007                    | Уэльс                            | 5:0                              | 40                               | Отборочные матчи ЧЕ-2008         |
| 80                               | 28 марта 2007                    | Словакия                         | 1:0                              | 41                               | Отборочные матчи ЧЕ-2008         |
| 81                               | 8 сентября 2007                  | Словакия                         | 2:2                              | -                                | Отборочные матчи ЧЕ-2008         |
| 82                               | 12 сентября 2007                 | Чехия                            | 0:1                              | -                                | Отборочные матчи ЧЕ-2008         |
| 83                               | 13 октября 2007                  | Германия                         | 0:0                              | 42                               | Отборочные матчи ЧЕ-2008         |
| 84                               | 17 октября 2007                  | Кипр                             | 1:1                              | -                                | Отборочные матчи ЧЕ-2008         |
| 85                               | 17 ноября 2007                   | Уэльс                            | 2:2                              | -                                | Отборочные матчи ЧЕ-2008         |
| 86                               | 6 февраля 2008                   | Бразилия                         | 0:1                              | -                                | Товарищеский матч                |
| 87                               | 20 августа 2008                  | Норвегия                         | 1:1                              | 43                               | Товарищеский матч                |
| 88                               | 6 сентября 2008                  | Грузия                           | 2:1                              | -                                | Отборочные матчи ЧМ-2010         |
| 89                               | 10 сентября 2008                 | Черногория                       | 0:0                              | 44                               | Отборочные матчи ЧМ-2010         |
| 90                               | 15 октября 2008                  | Кипр                             | 1:0                              | 45                               | Отборочные матчи ЧМ-2010         |
| 91                               | 19 ноября 2008                   | Польша                           | 2:3                              | -                                | Товарищеский матч                |
| 92                               | 11 февраля 2009                  | Грузия                           | 2:1                              | -                                | Отборочные матчи ЧМ-2010         |
| 93                               | 28 марта 2009                    | Болгария                         | 1:1                              | -                                | Отборочные матчи ЧМ-2010         |
| 94                               | 1 апреля 2009                    | Италия                           | 1:1                              | -                                | Отборочные матчи ЧМ-2010         |
| 95                               | 29 мая 2009                      | Нигерия                          | 1:1                              | -                                | Товарищеский матч                |
| 96                               | 6 июня 2009                      | Болгария                         | 1:1                              | -                                | Отборочные матчи ЧМ-2010         |
| 97                               | 12 августа 2009                  | Австралия                        | 0:3                              | -                                | Товарищеский матч                |
| 98                               | 5 сентября 2009                  | Кипр                             | 2:1                              | -                                | Отборочные матчи ЧМ-2010         |
| 99                               | 10 октября 2009                  | Италия                           | 2:2                              | -                                | Отборочные матчи ЧМ-2010         |
| 100                              | 14 октября 2009                  | Черногория                       | 0:0                              | 46                               | Отборочные матчи ЧМ-2010         |
| 101                              | 14 ноября 2009                   | Франция                          | 0:1                              | -                                | Отборочные матчи ЧМ-2010         |
| 102                              | 18 ноября 2009                   | Франция                          | 1:1                              | -                                | Отборочные матчи ЧМ-2010         |
| 103                              | 2 марта 2010                     | Бразилия                         | 0:2                              | -                                | Товарищеский матч                |
| 104                              | 11 августа 2010                  | Аргентина                        | 0:1                              | -                                | Товарищеский матч                |
| 105                              | 3 сентября 2010                  | Армения                          | 1:0                              | 47                               | Отборочные матчи ЧЕ-2012         |
| 106                              | 7 сентября 2010                  | Андорра                          | 3:1                              | -                                | Отборочные матчи ЧЕ-2012         |
| 107                              | 8 октября 2010                   | Россия                           | 2:3                              | -                                | Отборочные матчи ЧЕ-2012         |
| 108                              | 12 октября 2010                  | Словакия                         | 1:1                              | -                                | Отборочные матчи ЧЕ-2012         |
| 109                              | 17 ноября 2010                   | Норвегия                         | 1:2                              | -                                | Товарищеский матч                |
| 110                              | 8 февраля 2011                   | Уэльс                            | 3:0                              | 48                               | Кубок наций 2011                 |
| 111                              | 25 мая 2011                      | Северная Ирландия                | 5:0                              | 49                               | Кубок наций 2011                 |
| 112                              | 29 мая 2011                      | Шотландия                        | 1:0                              | 50                               | Кубок наций 2011                 |
| 113                              | 4 июня 2011                      | Македония                        | 2:0                              | 51                               | Отборочные матчи ЧЕ-2012         |
| 114                              | 10 августа 2011                  | Хорватия                         | 0:0                              | 52                               | Товарищеский матч                |
| 115                              | 2 сентября 2011                  | Словакия                         | 0:0                              | 53                               | Отборочные матчи ЧЕ-2012         |
| 116                              | 6 сентября 2011                  | Россия                           | 0:0                              | 54                               | Отборочные матчи ЧЕ-2012         |
| 117                              | 7 октября 2011                   | Андорра                          | 2:0                              | 55                               | Отборочные матчи ЧЕ-2012         |
| 118                              | 11 октября 2011                  | Армения                          | 2:1                              | -                                | Отборочные матчи ЧЕ-2012         |
| 119                              | 11 ноября 2011                   | Эстония                          | 4:0                              | 56                               | Отборочные матчи ЧЕ-2012         |
| 120                              | 15 ноября 2011                   | Эстония                          | 1:1                              | -                                | Отборочные матчи ЧЕ-2012         |
| 121                              | 29 февраля 2012                  | Чехия                            | 1:1                              | -                                | Товарищеский матч                |
| 122                              | 4 июня 2012                      | Венгрия                          | 0:0                              | 57                               | Товарищеский матч                |
| 123                              | 10 июня 2012                     | Хорватия                         | 1:3                              | -                                | ЧЕ-2012                          |
| 124                              | 14 июня 2012                     | Испания                          | 0:4                              | -                                | ЧЕ-2012                          |
| 125                              | 18 июня 2012                     | Италия                           | 0:2                              | -                                | ЧЕ-2012                          |
| 126                              | 3 сентября 2014                  | Оман                             | 2:0                              | 58                               | Товарищеский матч                |
| 127                              | 18 ноября 2014                   | США                              | 4:1                              | -                                | Товарищеский матч                |
| 128                              | 29 марта 2015                    | Польша                           | 1:1                              | -                                | Отборочные матчи к ЧЕ-2016       |
| 129                              | 7 июня 2015                      | Англия                           | 0:0                              | 59                               | Товарищеский матч                |
| 130                              | 13 июня 2015                     | Шотландия                        | 1:1                              | -                                | Отборочные матчи к ЧЕ-2016       |
| 131                              | 4 сентября 2015                  | Гибралтар                        | 4:0                              | 60                               | Отборочные матчи к ЧЕ-2016       |
| 132                              | 7 сентября 2015                  | Грузия                           | 1:0                              | 61                               | Отборочные матчи к ЧЕ-2016       |
| 133                              | 6 октября 2015                   | Германия                         | 1:0                              | 62                               | Отборочные матчи к ЧЕ-2016       |
| 134                              | 31 мая 2016                      | Беларусь                         | 1:2                              | -                                | Товарищеский матч                |

Итого: 134 матча / 107 голов пропущено; 57 побед, 44 ничьи, 33 поражения.

## Достижения

### Командные
«Сандерленд»
- Чемпион Первого дивизиона Футбольной лиги: 1995/96

«Ньюкасл Юнайтед»
- Обладатель Кубка Интертото: 2006
- Финалист Кубка Англии: 1998, 1999

«Манчестер Сити»
- Обладатель Кубка Англии: 2011

«Астон Вилла»
- Финалист Кубка Англии: 2015

### Международные
Сборная Ирландии
- Обладатель Кубка наций: 2011

### Личные
- Футболист года «Ньюкасл Юнайтед»: 2001, 2005, 2006
- В составе команды года по версии ПФА: 2001/02, 2005/06
- Молодой футболист года в Ирландии: 1996